# Harutaeographa cinnamomea
Harutaeographa cinnamomea là một loài bướm đêm trong họ Noctuidae.